# 寺田てら
寺田 てら（てらだ てら 1993年1月6日-）は、日本のイラストレーター、漫画家。

## 経歴
ドイツで誕生し、10年間をドイツで過ごす。その後、日本に移住した。
別冊少年マガジンにて『メダ子さんの恋スル侵略計画』をナユタン星人と共に著す。2019年にサンキューマートにてコラボレーショングッズが発売された。にじさんじとコラボレーションを行っている。ナナヲアカリの楽曲のMVのイラストを複数回手掛けており、2020年には『チューリングラブ feat.Sou』のMVが公開された。
さらに、2021にはAdo『阿修羅ちゃん』のMVイラスト担当している。